# Gayer
Gayer is een Oostenrijks historisch merk van racemotoren.
Michael Gayer (1902-1998) werd in de jaren twintig bekend als motorcoureur en eind jaren dertig, toen hij door een val zijn racecarrière moest staken, als tuner. Hij maakte naam als motorfabrikant toen hij 500cc-racemachines ging bouwen. De eencilinders hadden een bovenliggende nokkenas die door een koningsas werd aangedreven. Ze werden populair bij privérijders omdat ze niet alleen snel, maar ook bijzonder betrouwbaar bleken te zijn.